# Melekesszi járás

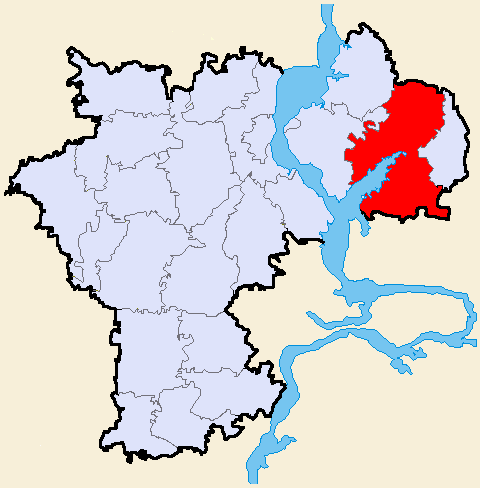
A Melekesszi járás az Uljanovszki területen

A Melekesszi járás (oroszul Мелекесский район) Oroszország egyik járása az Uljanovszki területen. Székhelye Dimitrovgrad.

## Népesség
- 2002-ben lakosságának 62%-a orosz, 17%-a tatár, 16%-a csuvas, 3%-a mordvin.
- 2010-ben 36 718 lakosa volt, melynek 66,9%-a orosz, 14,5%-a tatár, 12,2%-a csuvas, 2,3%-a mordvin.